# Menophra abruptaria
Menophra abruptaria é uma espécie de insetos lepidópteros, mais especificamente de traças, pertencente à família Geometridae.
A autoridade científica da espécie é Thunberg, tendo sido descrita no ano de 1792.
Trata-se de uma espécie presente no território português.